# Dissent or Descent
Dissent or Descent ist ein Jazzalbum von Horace Tapscott. Die im Wesentlichen 1984 in New York entstandenen Aufnahmen erschienen 1998 auf Nimbus West Records.

## Hintergrund
Chronologisch fällt die Aufnahme von Dissent or Descent in die Reihe von Solo-Piano-Alben, die Tapscott von 1982 bis 1985 im Lobero Theater in Santa Barbara für Tom Albachs Label Nimbus West einspielte. Bei einer Studiosession in New York spielte der Pianist mit dem Bassisten Fred Hopkins und dem Schlagzeuger Ben Riley. Neben eigenen Kompositionen Tapscotts spielte das Trio den Standard „Ruby, My Dear“ von Thelonious Monk und die Komposition „Spellbound“ von Clifford Jordan, ein Stück von dessen gleichnamiger Riverside-LP von 1960 mit Cedar Walton, Spanky DeBrest und Albert „Tootie“ Heath.
„Ballad for Samuel“ ist eine Hommage an Tapscotts Mentor Samuel L. Browne, den Musiklehrer an der Jefferson High in Los Angeles in den 1930er- und 40er-Jahren. „Ruby, My Dear“ und „Chico’s Back in Town“ sind Solonummern des Pianisten, die 1983/84 in Santa Barbara aufgenommen wurden.

## Titelliste
- Horace Tapscott: Dissent or Descent (Nimbus West Records NS 509 C)[4]

1. As a Child	7:00
2. Sandy and Niles	7:30
3. To the Great House	12:00
4. Spellbound (Clifford Jordan) 14:00
5. Ballad for Samuel 7:30
6. Ruby, My Dear (Thelonious Monk) 10:00
7. Chico’s Back in Town	8:00

Wenn nicht anders vermerkt, stammen die Kompositionen von Horace Tapscott.

## Rezeption
Don Snowden verlieh dem Album in Allmusic vier Sterne und meinte, Dissent or Descent biete Denkanstöße darüber, wo Tapscott im Jazz-Stilspektrum zu verorten sei, indem es ihn mit Ben Riley, einem Schlagzeuger mit Verbindungen zu Thelonious Monk, und dem AACM-assoziierten Bassisten Fred Hopkins zusammenbringt. Eigentlich sei Tapscotts Spiel mit dem Trio ziemlich gedämpft, wobei mehr Wert auf seine beeindruckenden melodischen Gaben gelegt werde als auf virtuose Wendungen. Dissent or Descent enthalte vielleicht nicht die beste Musik dieser Musiker, aber es sei ein gutes Beispiel für solide, geschmackvolle Professionalität.